# Халкопратийская церковь

Восстановленный план Халкопратийской церкви

Халкопрати́йская це́рковь (греч. ἐκκλησία τῆς ἀγίας Θεοτόκου ἐν τοῖς Χαλκοπρατείοις — «церковь святой Богородицы в Халкопратии») — христианский храм в Константинополе, находился в районе Халкопратия (греч. Χαλκοπρατεία), на северо-западе от собора Святой Софии, в непосредственной близости от него.
Церковь была посвящена Богородице. Название «Халкопратийская» связано с тем, что церковь находилась в районе производства и торговли медью — медного рынка (греч. χαλκοπρατεία — «медный рынок» от греч. χαλκός — «медь» + греч. πιπράσκω — «продавать»). Ранее на месте Халкопратийской церкви находилась еврейская синагога. Император Феодосий II разрушил синагогу и изгнал иудеев. На месте синагоги была построена Халкопратийская церковь Пульхерией или Элией Вериной, женой императора Льва I (457—474). Во время восстания «Ника» в 532 году был разрушен собор Святой Софии, а Халкопратийская церковь в течение последующих пяти лет стала кафедральным собором Константинопольского патриарха. В мае-июне 536 года в Халкопратийской церкви состоялся поместный собор, отлучивший заочно Константинопольского патриарха Анфима как еретика-монофизита от церкви и лишивший его священного сана. Элия София, жена императора Юстина II осуществила обновление (перестройку) Халкопратийской церкви. Синаксарь Константинопольской церкви X века сообщает, что пояс Богородицы, который хранился в городе Зила, при императоре Юстине II (565—578 годы) пояс был перенесён из Зилы в Константинополь в Халкопратийскую церковь. Обновление церкви было произведено после периода иконоборчества, императором Василием I Македонянином (867—886) тогда был добавлен купол в центральном нефе. Император Алексей I Комнин (1081—1118 годы) снимал золотые украшения Халкопратийской церкви для финансирования своей войны с норманнами. С 1204 года, после Четвёртого крестового поход, и до взятия Константинополя греками, в 1261 году, Халкопратийская церковь была католическим храмом. В 1453 году Константинополь был захвачен турками; в 1484 году Халкопратийская церковь была разрушена, в настоящее время на месте храма расположена мечеть Аджем Ага Месджиди (тур. Acem Aga Mescidi), гостиница Зейнеп Султан (тур. Zeynep Sultan Hotel), бо́льшую часть пространства, которую занимал в прошлом храм, является сегодня парковкой.
В Халкопратийской церкви хранился пояс, риза и молоко Пресвятой Богородицы, а также волосы Иоанна Крестителя, мощи жен-мироносиц и другие святыни. С названием храма связан иконографический образ Богородицы Агиосоритиссы (греч. Ἁγιοσορίτισσα от греч. Ἀγία Σορός — «Святой гроб») — название золотого ковчега, в котором хранился в Халкопратийском храме пояс пресвятой Богородицы.
С Халкопратийской церковью был связан ряд православных праздников: 31 августа — Положение честного пояса Божией Матери в Халкопратийской церкви в Константинополе, 1 сентября — Собор Божией Матери в Халкопратийском храме, 18 декабря — Обновление храма Халкопратийского, 29 декабря — празднование Положения ризы в Халкопратийской церкви,